# Luigi De Magistris (político)
Luigi de Magistris (Nápoles, 20 de junio de 1967) es un político, abogado y exmagistrado italiano. Fue el alcalde de la ciudad de Nápoles desde 2011 a 2021 y alcalde metropolitano de la Ciudad metropolitana de Nápoles desde 2015 a 2021. En 2017 fundó el partido político Democracia y Autonomía. Actualmente es el portavoz de la formación Unión Popular.

## Biografía

### Carrera como fiscal
Comenzó su carrera como fiscal en 1995 y trabajó en Nápoles entre 1998 y 2002. Fue fiscal general en Catanzaro entre 2002 y 2009; sus investigaciones estaban mayormente enfocadas a casos de corrupción, fraude, asociación ilícita, financiación ilegal de los partidos políticos, uso indebido de fondos comunitarios, involucrando a políticos, empresarios, abogados, magistrados y funcionarios.

### Carrera política
Fue elegido miembro del Parlamento Europeo por el partido Italia de los Valores (IdV) en las elecciones de 2009.
En 2011, de Magistris fue candidato a la alcaldía de Nápoles por Italia de los Valores (su partido de ese entonces), la Federación de la Izquierda, el Partido del Sur y la lista cívica "Nápoles es Tuya". Ganó en segunda vuelta, derrotando con el 65% de los votos al candidato derechista Gianni Lettieri. En 2016 ganó otra vez las elecciones municipales de Nápoles con el 67% de los votos.
Tras promover, en diciembre de 2012, el nacimiento del Movimiento Naranja (MA), que apoyó a la lista electoral Revolución Civil liderada por Antonio Ingroia en las elecciones generales de Italia de 2013, el 3 de febrero de 2017 fundó el partido DemA.

### Conferencias en España
De Magistris ha tenido dos conferencias en España invitado por la entidad ItaliaES. La primera, titulada «La situación de la Justicia en Italia», tuvo lugar el 19 de noviembre de 2009 en el Colegio de Periodistas de Cataluña de Barcelona. La segunda, desarrollada el 18 de febrero de 2012 bajo el título «La transformación de las ciudades mediterráneas: retos y desafíos urbanísticos y sociales», también fue en Barcelona, en este caso en la sede del Istituto Europeo di Design.